# Johann Nepomuk Ortlieb

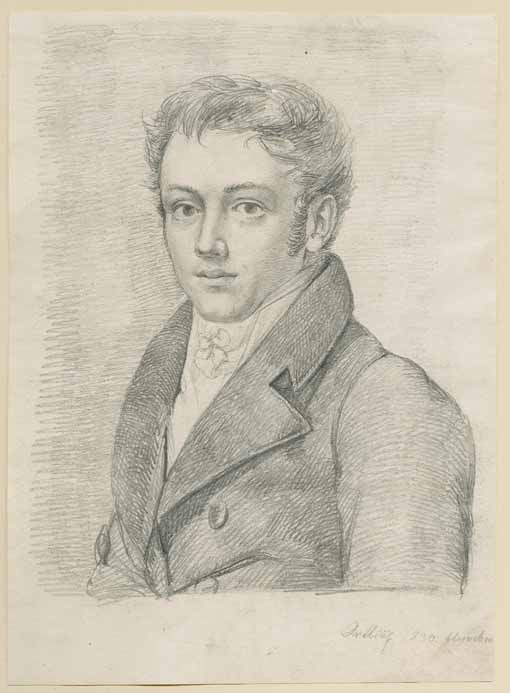
Selbstporträt, 1830, Münchner Stadtmuseum, Sammlung Maillinger II 1580

Johann Nepomuk Ortlieb (* 1794 in Großnesselwang; † 9. Juli 1851 in Meran) war ein deutscher Porträtmaler.

## Leben
Johann Nepomuk Ortlieb studierte ab dem 13. Februar 1812 an der Königlichen Akademie der Künste in München. Nach dem Studium wurde er als Porträt- und Genremaler tätig. Wegen fortschreitender Krankheit musste er in der zweiten Lebenshälfte auf eigenes Schaffen verzichten und sich mit der Restaurierung von Gemälden beschäftigen. Er begab sich zum Kuraufenthalt nach Meran, wo er starb.
Am 12. Februar 1827 heiratete er in Regensburg, wo er zeitweise lebte, die Putzarbeiterin Anna Barbara Lau.

## Werke
- Porträt Abt Rupert Kornmann (1757–1817); 1828; Öl auf Leinwand, 32 × 27 cm; Bischöfliches Priesterseminar Regensburg[4]
- Herrenportrait (1835); Öl auf Leinwand, 65 × 53 cm[5]
- Porträt Johann Ulrich Gottlob Schäffer (1753–1829); Lithografie[6]
- Porträt Johann Conrad Kohlus; Lithografie[7]